# هاربین الکتریک
هاربین الکتریک (به انگلیسی: Harbin Electric) (مخفف انگلیسی: HEC) شرکت مهندسی و ساخت نیروگاه و تجهیزات نیروگاهی چینی است، که به همراه شرکت‌های شانگهای الکتریک و دانگ‌فنگ الکتریک سه شرکت بزرگ سازنده تجهیزات نیروگاه در چین می‌باشند.
بنابر اظهار S&P Global Platts شرکت هاربین الکتریک به همراه دانگ‌فنگ الکتریک در سال ۲۰۰۹-۲۰۱۰ دومین شرکت بزرگ سازنده توربین‌های بخار پس از شانگهای الکتریک در جهان می‌باشد.